# Poule de Dresde
La poule de Dresde, ou Dresden, est une race de poule domestique originaire d'Allemagne.

## Description
grande race
C'est une volaille à deux fins, rustique et à croissance rapide.
Cette volaille est mi-lourde, au corps légèrement allongé, à forme arrondie et au port à peine mi-haut; vive.
Elle pond ~160 œufs par an.
naine
La volaille naine est assez forte et à forme arrondie, légèrement allongée et au port de hauteur juste moyenne; vive.
Elle pond ~120 œufs par an.

### Origine
Cette race a été créée à Dresde en 1955 à partir de la wyandotte, de la Rhode-Island et de la New-Hampshire dont la première variété de coloris fut le fauve acajou à queue noire.

### Standard
- Coq Dresdner.Oreillons : rouges.

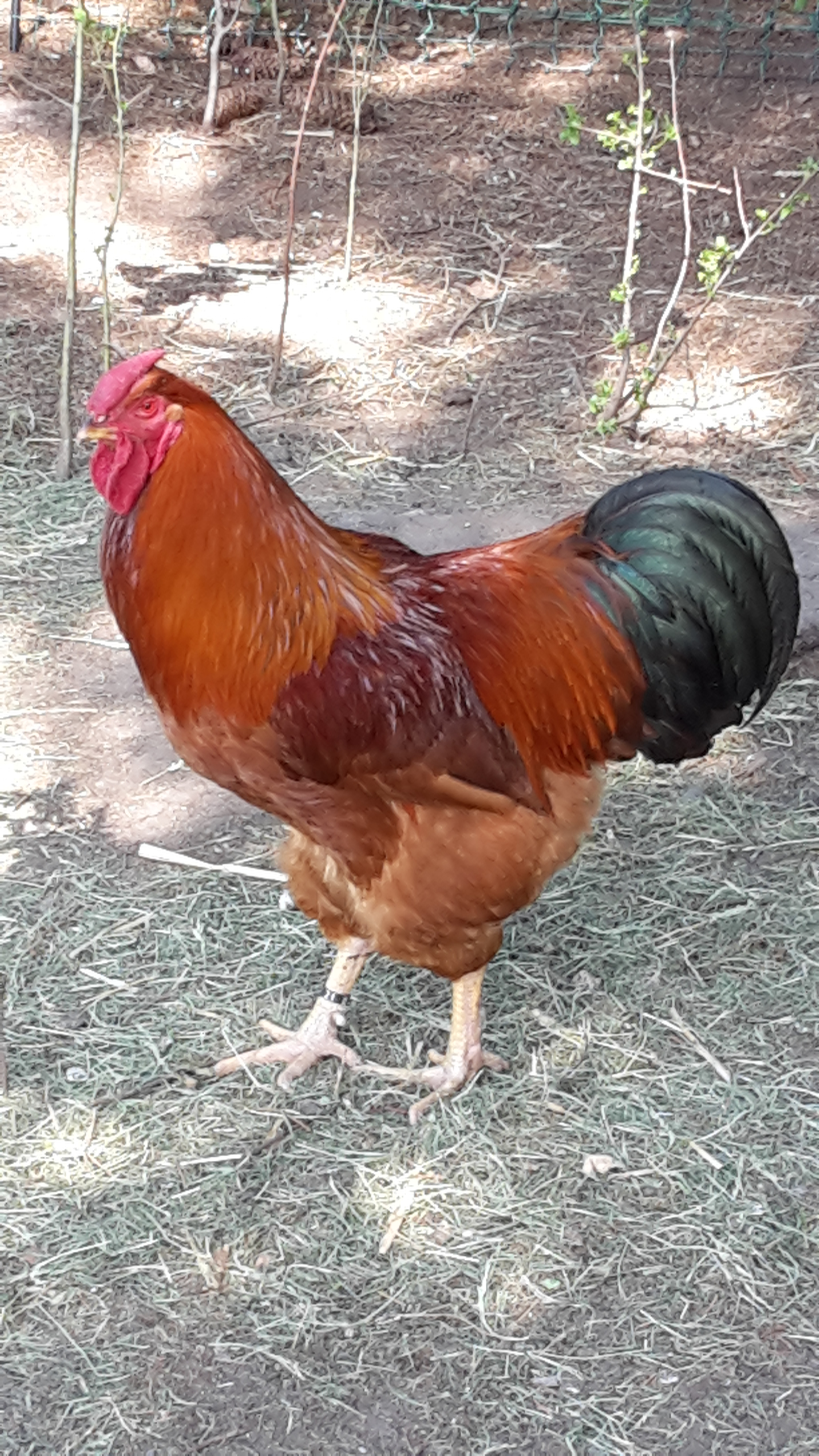
Coq Dresdner.

- Couleur des yeux : orange à rouge.
- Couleur de la peau : jaune.
- Couleur des tarses : jaunes.
- Variétés de plumage pour la grande race : Blanc, noir, saumon doré rouillé, fauve acajou à queue noire, fauve acajou à queue bleue .
- Variétés de plumage pour la naine : Blanc, coucou, noir, saumon doré rouillé, fauve acajou à queue noire .

Grande race :
- Poids idéale : Coq : 2,75 à 3 kg ; Poule : 2 à 2,25 kg
- Œufs à couver : min. 55 g, coquille de couleur brun-jaune.
- Diamètre des bagues : Coq : 20 mm ; Poule : 18 mm.

Naine :
- Poids idéal : Coq : 1 200 g ; Poule : 1 000 g.
- Œufs à couver : min. 40 g, coquille de couleur jaunâtre.
- Diamètre des bagues : Coq : 15 mm ; Poule : 13 mm.

## Sources
- Le Standard officiel des volailles (poules, oies, dindons, canards et pintades), édité par la Société centrale d'aviculture de France (SCAF).